# Tuchla (gmina)
Gmina Tuchla – dawna gmina wiejska funkcjonująca w latach 1941–1944 pod okupacją niemiecką w Polsce. Siedzibą gminy była Tuchla.
Gmina Tuchla została utworzona przez władze hitlerowskie z terenów okupowanych przez ZSRR w latach 1939–1941, stanowiących przed wojną (zniesioną) gminę Sławsko w powiecie stryjskim w woj. stanisławowskim.
Gmina weszła w skład powiatu stryjskiego (Kreishauptmannschaft Stryj), należącego do dystryktu Galicja w Generalnym Gubernatorstwie. W skład gminy wchodziły miejscowości: Grabowiec, Hołowiecko, Hrebenów, Libochora, Różanka Niżna, Różanka Wyżna, Sławsko i Tuchla.
Po wojnie obszar gminy włączono do ZSRR.
Zobacz też gmina Tuchola, gmina Tucholka.